# Зегель
Зегель (нім. Sögel) — громада в Німеччині, розташована в землі Нижня Саксонія. Входить до складу району Емсланд. Центр об'єднання громад Зегель.
Площа — 55,2 км2. Населення становить 8210 ос. (станом на 31 грудня 2021).